# Émile Portus
Émile Portus   (Ferrara, 13 d'agost de 1550 (Gregorià) - Stadthagen, 1614), com el seu pare Franciscus Portus, fou hel·lenista i pedagog de la llengua grega especialment.
Va desenvolupar la ensenyança del grec, en les càtedres de Ginebra, Lausana, Frankenthal, Magúncia, Heidelberg, Kassel i, l'última en el Gimnasi de Stadthagen, i comptà amb deixebles en diverses ciutats de Suïssa i Alemanya.
Es autor d'obres notables, entre elles:
- Lexicon ioncum-graeco-latinum in Herodoti libros (1603);
- Lexicon-graeco-latinum (1603);
- De nihili antiquitate el multiplici potestate (1611);
- De prisca Graecorum compotatione, De variarum linguarum usu (Kassel, 1611), en la qual combat als qui menyspreen l'estudi dels idiomes.

També se li deuen les edicions de Dionís d'Halicarnàs (Ginebra, 1588), Tucídides (Frankfurt, 1594), Xenofont (Frankfurt, 1594), Eurípides (Heidelberg, 1597), aquesta completada amb unes Breves notae ejus tragoedias (Heidelberg, 1600); Aristòfanes (Ginebra, 1607), Homer (Ginebra, 1609), Procle, Comentari sobre la teologia platònica (Hamburg, 1618), Diògenes Laerci (París, 1625), una traducció llatina de Suidas (Ginebra, 1619), una altra en vers grec dels Salms de David (Basilea, 1581), un ¡¡Lexicon pindaicum (Hanau, 1606), etc...